# Distrikt Brüssel
Der Distrikt Brüssel war eine vom NS-Staat im Jahr 1944 gegründete Verwaltungseinheit, die in etwa das Gebiet der heutigen Region Brüssel-Hauptstadt umfasste. Der Distrikt Brüssel bestand formal vom 15. Dezember 1944 bis zur deutschen Kapitulation am 8. Mai 1945. Zum Zeitpunkt der Ausrufung des Distriktes war dieses Territorium bereits vollständig von alliierten Truppen befreit. Die Ausrufung erfolgte durch belgische NS-Kollaborateure im deutschen Exil. De facto unterstand das Gebiet dem Reichskommissariat Belgien und Nordfrankreich bzw. dessen Leiter Joseph Grohé, er übte die Funktion eines Gauleiters der Region aus, ohne hierzu formal ernannt worden zu sein. Des Weiteren erhielt Brüssel den Titel Freie Reichsstadt.